# Thomas Schneider (historyk)
Thomas Schneider (ur. 1964 w Getyndze) – niemiecki archeolog i historyk.
Studiował historię, egiptologię i Stary Testament na uniwersytetach w Zurychu, Bazylei i Paryżu. Brał udział w pracach wykopaliskowych w Dolinie Królów. Wykładał w 1998 na Uniwersytetach: Warszawskim i Jagiellońskim oraz już jako profesor w 1999 na Uniwersytecie Wiedeńskim. W 1999 uzyskał habilitację. W 2000 rozpoczął wykłady z egiptologii na Uniwersytecie w Zurychu, rok później został profesorem w Instytucie Egiptologii Uniwersytetu w Bazylei. Specjalizuje się w dziedzinie historii starożytnego Egiptu oraz kontaktów Egiptu ze starożytnym Bliskim Wschodem.

## Publikacje
W języku polskim:
- Leksykon faraonów, PWN, Warszawa-Kraków 2001, ISBN 83-01-13479-8